# Mindscape (entreprise)
Pour sa filiale française, voir Mindscape France.
Pour les articles homonymes, voir Mindscape.
Mindscape est une entreprise américaine fondée en 1983. C'est un éditeur de logiciel anciennement propriété de The Learning Company.
Depuis sa création jusqu'en 2011, Mindscape a édité des jeux sur Commodore 64, Commodore 128, Amiga, Atari ST, Apple II, 3DO, Dreamcast, Game Boy, Mega Drive, Nintendo DS, Wii, PlayStation, Pocket PC, PC, et Mac.

## Histoire
Mindscape était un acteur international dans la production, l’édition et la distribution de jeux vidéo.
Le groupe rachète la société française Coktel à Vivendi Universal Games en 2005.
Le groupe affirme sa volonté en 2010 d’ouvrir de nouveaux axes de développement et se concentre sur la création de jeux en ligne et dématérialisés avec la création du studio de développement Punchers Impact. Le studio crée des jeux dématérialisés multijoueur pour différentes plateformes (PC, MAC, Xbox 360, PlayStation 3). Il a été lancé autour de la promesse de réaliser des jeux ambitieux, accessibles et divertissants pour la communauté des gamers.
Avec l’acquisition, le 21 octobre 2009, des actifs de la société Violet pour un montant de 350 000 € dont le lapin Nabaztag, Mindscape était devenu le spécialiste des plateformes et des services sur Internet associant une nouvelle interface homme/machine, il ouvre ainsi la voie du jeu en ligne communautaire.
Le groupe était également leader en France dans la réédition de jeux PC et propose une gamme de jeux Casual intitulée "Casual Fever".

### Liquidation judiciaire en 2011
En 2011, Mindscape regroupe près de 140 personnes et est présent, grâce à ses filiales, dans les pays suivants : France, Angleterre, Pays-Bas et Australie. La société était cotée en continu sur Alternext d’Euronext.
Le 23 juin 2011, elle est placée en redressement judiciaire,.
En août 2011, en pleine restructuration, l'entreprise annonce son retrait du marché du jeu vidéo.
Le 12 septembre de la même année, la société est mise en liquidation judiciaire.

## Jeux
Minscape est connu pour avoir mis plusieurs programmes de télévision en jeu vidéo comme pour Intervilles ou Pékin Express, par exemple. 
- 1 contre 100
- Advanced Dungeons and Dragons Masterpiece Collection
- Advanced Dungeons and Dragons: Ravenloft: Stone Prophet
- Alfred Chicken
- À prendre ou à laisser
- Balance of Power
- Captain Planet and the Planeteers
- Bienvenue chez les Ch'tis DS
- Bienvenue chez les Ch'tis Wii/PC
- Casual Fever
- C'est pas sorcier
- Chessmaster 6000, 5000, 5500, 7000
- Déjà vu
- Déjà vu II: Lost in Las Vegas
- Des chiffres et des lettres
- Dragon Lore
- Fort Boyard
- The Global Dilemma: Guns or Butter
- Intervilles
- La carte au trésor
- Lapin malin
- Legend aka The Four Crystals of Trazere
- Lego Island
- Liberation: Captive II
- Life and Death
- Horse Star MMO
- Koh-Lanta
- Mario's Game Gallery
- Marvel 2099
- Metal Marines
- Mega Fortress
- Mission Équitation
- Mindscape's Brain Trainer
- Moonstone: A Hard Days Knight
- Necrodome
- NCAA Final Four Basketball
- NCAA Football
- Outlander
- Overkill
- Pékin Express : La Route des Dragons
- Pékin Express : La Route de l'Himalaya
- Question pour un champion
- Real Stories
- Samantha Oups: la folle journée
- Shadowgate
- Steel Panthers
- Syberia
- Syberia II
- Team Apache: Helicopter Combat
- Trucker
- Trust and Betrayal: The Legacy of Siboot
- U-Sing
- Uninvited

## Critiques
À la suite de son rachat par The Learning Company, en 1998, Mindscape a été très critiqué pour la qualité de ses jeux vidéo et sa politique éditoriale.
En 2010, Mindscape déclare être en pleine restructuration et cherche à limiter l'exploitation de licences télévisuelles de basse qualité pour des jeux destinés aux joueurs.